# Idiogaryops paludis
Idiogaryops paludis är en spindeldjursart som först beskrevs av Chamberlin 1932.  Idiogaryops paludis ingår i släktet Idiogaryops och familjen Sternophoridae. Inga underarter finns listade i Catalogue of Life.